# Direct Part Marking

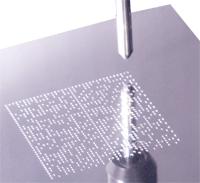
Ejemplo de Data Matrix marcado sobre la superficie.

Marcado en la propia pieza (del inglés Direct Part Marking DPM) es un proceso para marcar de forma indeleble y permanente, las piezas con un código en 1D o 2D (Matriz de datos). El Marcado en la propia pieza permite realizar un seguimiento durante toda la vida útil de las piezas fabricadas (Trazabilidad).
La interpretación del término 'permanente', a menudo depende del contexto donde las piezas van a a
ser utilizadas. En la industrial aeroespacial, las piezas deben dar su servicio durante 30 años. En la industria de las telecomunicaciones, el cicle de vida útil puede ser de a penas unos años.
La DPM (abreviatura de 'Direct Part Marking', ampliamente extendida en el sector industrial) se utiliza habitualmente por fabricantes de los sectores de automoción, aeroespacial y de dispositivos electrónicos para facilitar la trazabilidad de la producción. Así se consigue garantizar la seguridad, las garantías de los productos y las cuestiones relativas a los requerimientos acerca de las regulaciones tipo normas ISO, o bien regulaciones propias de un estado o cliente final. En este sentido, destaca la exigencia del Departamento de Defensa de los Estados Unidos de realizar una marca física, permanente e indeleble en las piezas que ellos utilizan, en unión al sistema de trazabilidad Item Unique Identification.

## Tipos de Códigos
Existen muchas maneras de codificar la información para ser leída por un dispositivo lector. El preferido por la industrial es el Data Matrix y el Código QR. el código Data Matrix es el más extendido ya que la patente de utilización está abierta y no es necesario pagar ningún canon. Además aporta valiosas características para la identificación de piezas, como su sistema de corrección de errores, alto contraste en la lectura, etc. 

## Métodos de Marcaje
Los métodos para producir marcados indelebles y permanentes son:
- Tinta
- Estampación en caliente
- Micropercusión
- Grabado por fresadora
- Grabado por láser

Los sistemas manuales no son aptos ya que no pueden realizar marcados de tamaños tan pequeños, que posteriormente puedan ser reconocidos por un lector de códigos 2D.

### Como elegir el método de marcados
El sistema de marcado dependerá de diferentes factores:
- Funcionalidad de la pieza
Es recomendable utilizar sistemas marcado que no afecten a la estructura de la pieza cuando éstas son piezas de seguridad, como motores de avión, sistemas de alta presión, etc.
- Geometría de la pieza
Es más difícil marcar un código Datamatrix en una superficie curva que en una lisa.
- Superficie
Superficies con terminación de espejo suelen tratarse para reducir el brillo. Aun así, en este tipo de superficies brillantes la micropercusión es el sistema que mejores resultados aporta.
- Tamaño de la pieza
Si se utiliza un código 2D, el tamaño de la pieza no es un factor relevante, ya que en un código datamatrix se reduce el área de manera considerable, pudiendo introducir gran cantidad de información el tamaños inferiores a una pulgada cuadrada.
- Ambiente de trabajo
Debe estar controlado para que los sistemas de marcado no se deterioren en exceso. En ambientes hostiles, los sistemas de tinta y láser sufrirán demasiado hasta el punto de perder su funcionalidad.
- Rugosidad y acabado de la pieza
Una superficie muy rugosa no es apta para marcar un código 2D. La superficie no deberá tener más de 8 micro-pulgadas de rugosidad.
- Espesor de la pieza
Debe ser tenida muy encuentra a la hora de elegir el método de marcado. Los sistemas de deformación no se aconsejan para piezas finas.

### La gestión informática de la información
El marcaje de piezas individuales debe someterse a un sistema de información general para poder imprimir los datos variables de las piezas. Hoy, finales del 2008, existen plataformas informáticas que permiten una gestión de datos a lo largo de la cadena interna y de la cadena externa.

## Normativas
- NASA-STD-6002A, Identificación Datamatrix en piezas de la industria aeroespacial